# Athyreus cyanescens
Athyreus cyanescens är en skalbaggsart som beskrevs av Johann Christoph Friedrich Klug 1843. Athyreus cyanescens ingår i släktet Athyreus och familjen Bolboceratidae. Inga underarter finns listade.